# Razzie Awards 1998
La 19ª edizione dei Razzie Awards si è svolta il 20 marzo 1999 al The Hollywood Roosevelt Hotel Academy Room, per premiare i peggiori film dell'anno 1998. Le candidature erano state annunciate alcuni mesi prima, il giorno prima delle candidature ai Premi Oscar 1999. Hollywood brucia è stato il maggior vincitore del 1998, con cinque premi, incluso il peggior film.
Il film più premiato dell'anno è stato Hollywood brucia, mentre i più nominati sono stati Hollywood brucia e The Avengers - Agenti speciali, candidato a nove premi, seguito da Armageddon - Giudizio finale e Spice Girls - Il film con sette, Godzilla con cinque, e Psycho con tre nomination.

## Vincitori e candidati
Verranno di seguito indicati in grassetto i vincitori.
Ove ricorrente e disponibile, viene indicato il titolo in lingua italiana e quello in lingua originale tra parentesi.

### Peggior film
- Hollywood brucia (An Alan Smithee Film: Burn Hollywood Burn), regia di Arthur Hiller e Alan Smithee
- Armageddon - Giudizio finale (Armageddon), regia di Michael Bay
- The Avengers - Agenti speciali (The Avengers), regia di Jeremiah S. Chechik
- Godzilla, regia di Roland Emmerich
- Spice Girls - Il film (Spiceworld), regia di Bob Spiers

### Peggior attore protagonista
- Bruce Willis - Armageddon - Giudizio finale (Armageddon), Codice Mercury (Mercury Rising), Attacco al potere (The Siege)
- Ralph Fiennes - The Avengers - Agenti speciali (The Avengers)
- Ryan O'Neal - Hollywood brucia (An Alan Smithee Film: Burn Hollywood Burn)
- Ryan Phillippe - Studio 54 (54)
- Adam Sandler - Waterboy (The Waterboy)

### Peggior attrice protagonista
- Spice Girls (Melanie B, Melanie C, Emma Bunton, Geri Halliwell e Victoria Adams) - Spice Girls - Il film (Spiceworld)
- Yasmine Bleeth - Baseketball (BASEketball)
- Anne Heche - Psycho
- Jessica Lange - Obsession (Hush)
- Uma Thurman - The Avengers - Agenti speciali (The Avengers)

### Peggior attore non protagonista
- Joe Eszterhas - Hollywood brucia (An Alan Smithee Film: Burn Hollywood Burn)
- Sean Connery - The Avengers - Agenti speciali (The Avengers)
- Roger Moore - Spice Girls - Il film (Spice World)
- Joe Pesci - Arma letale 4 (Lethal Weapon 4)
- Sylvester Stallone - Hollywood brucia (An Alan Smithee Film: Burn Hollywood Burn)

### Peggior attrice non protagonista
- Maria Pitillo - Godzilla
- Ellen Albertini Dow - Studio 54 (54)
- Jenny McCarthy - Baseketball (BASEketball)
- Liv Tyler - Armageddon - Giudizio finale (Armageddon)
- Raquel Welch - L'inventore pazzo (Chairman of the Board)

### Peggior regista
- Gus Van Sant - Psycho
- Michael Bay - Armageddon - Giudizio finale (Armageddon)
- Jeremiah S. Chechik - The Avengers - Agenti speciali (The Avengers)
- Roland Emmerich - Godzilla
- Alan Smithee - Hollywood brucia (An Alan Smithee Film: Burn Hollywood Burn)

### Peggior sceneggiatura
- Hollywood brucia (An Alan Smithee Film: Burn Hollywood Burn) - scritto da Joe Eszterhas
- Armageddon - Giudizio finale (Armageddon) - sceneggiatura di Jonathan Hensleigh e J. J. Abrams
- The Avengers - Agenti speciali (The Avengers) - sceneggiatura di Don MacPherson, basata sulla serie televisiva creata da Sydney Newman
- Godzilla - sceneggiatura di Dean Devlin e Roland Emmerich
- Spice Girls - Il film (Spice World) - scritto da Kim Fuller, idea di Fuller e delle Spice Girls

### Peggior coppia
- Leonardo DiCaprio e Leonardo DiCaprio (nella parte dei fratelli gemelli) - La maschera di ferro (The Man in the Iron Mask)
- Ben Affleck e Liv Tyler - Armageddon - Giudizio finale (Armageddon)
- Il cast completo in qualsiasi combinazione possibile di due personaggi, parti del corpo o accessori di moda - Spice Girls - Il film (Spiceworld)
- Il cast completo in qualsiasi combinazione possibile di due persone che interpretano sé stesse - Hollywood brucia (An Alan Smithee Film: Burn Hollywood Burn)
- Ralph Fiennes e Uma Thurman - The Avengers - Agenti speciali (The Avengers)

### Peggior esordiente
- Joe Eszterhas - Hollywood brucia (An Alan Smithee Film: Burn Hollywood Burn)
- Jerry Springer - Ringmaster
- Barney - Barney - La grande avventura (Barney's Great Adventure)
- Carrot Top - L'inventore pazzo (Chairman of the Board)
- Spice Girls - Spice Girls - Il film (Spice World)

### Peggior remake o sequel
- The Avengers - Agenti speciali (The Avengers), regia di Jeremiah S. Chechik
- Godzilla, regia di Roland Emmerich
- Psycho, regia di Gus Van Sant
- Lost in Space - Perduti nello spazio (Lost in Space), regia di Stephen Hopkins
- Vi presento Joe Black (Meet Joe Black), regia di Martin Brest

### Peggior canzone originale
- I Wanna Be Mike Ovitz! da Hollywood brucia (An Alan Smithee Film: Burn Hollywood Burn), musica e testo di Joe Eszterhas e Gary G-Wiz
- Barney, the Song da Barney - La grande avventura (Barney's Great Adventure), musica e testo di Jerry Herman e Jono Manson
- I Don't Want to Miss a Thing da Armageddon - Giudizio finale (Armageddon), musica e testo di Diane Warren
- Storm da The Avengers - Agenti speciali (The Avengers), musica e testo di Bruce Woolley, Chris Elliott, Marius De Vries, Betsy Cook e Andy Caine
- Too Much da Spice Girls - Il film (Spice World), musica e testo di Melanie Brown, Emma Bunton, Melanie Chisholm, Geri Halliwell, Victoria Beckham, Andy Watkins e Paul Wilson

### Peggior moda nei film dell'anno
- "Adolescenti e anziani." ("Gidgets 'n' geezers.")
- "Se hai visto il trailer, perché preoccuparsi di vedere il film?" ("If you've seen the trailer, why bother to see the movie?")
- "30 minuti di trama - convertita in meno di tre ore." ("30 minutes of story – conveyed in less than three hours")
- "GRAZIE: L'audio è assordante." ("THX: The audio is deafening.")
- "Io amo il cattivo gusto dei tie-ins." ("Yo quiero tacky tie-ins.")

## Statistiche vittorie/candidature
Premi vinti/candidature:
- 5/9 - Hollywood brucia (An Alan Smithee Film: Burn Hollywood Burn)
- 2/5 - Godzilla
- 2/3 - Psycho
- 1/9 - The Avengers - Agenti speciali (The Avengers)
- 1/7 - Armageddon - Giudizio finale (Armageddon)
- 1/7 - Spice Girls - Il film (Spiceworld)
- 1/1 - Codice Mercury (Mercury Rising)
- 1/1 - Attacco al potere (The Siege)
- 1/1 - La maschera di ferro (The Man in the Iron Mask)
- 1/1 - Ringmaster
- 0/2 - Studio 54 (54)
- 0/2 - Baseketball (BASEketball)
- 0/2 - L'inventore pazzo (Chairman of the Board)
- 0/2 - Barney - La grande avventura (Barney's Great Adventure)
- 0/1 - Waterboy (The Waterboy)
- 0/1 - Obsession (Hush)
- 0/1 - Arma letale 4 (Lethal Weapon 4)
- 0/1 - Lost in Space - Perduti nello spazio (Lost in Space)
- 0/1 - Vi presento Joe Black (Meet Joe Black)